# Genista subcapitata
Genista subcapitata är en ärtväxtart som beskrevs av Pancic. Genista subcapitata ingår i släktet ginster, och familjen ärtväxter. Inga underarter finns listade i Catalogue of Life.